# Skepsis
Skepsis är en finländsk vetenskaplig förening som främjar objektiv vetenskaplig granskning av sanningshalten i påståenden om paranormala fenomen och pseudovetenskap samt upplyser och idkar forskning i dessa ämnen. Skepsis utgör en finländsk gren av den internationella skeptikerrörelsen.
Skepsis, som grundades 1987 och har sitt säte i Helsingfors, är kanske mest känd för sin utmaning att betala en viss penningsumma till den person som under kontrollerade former lyckas åstadkomma ett paranormalt fenomen. Språkröret är tidskriften Skeptikko (grundad 1988, fyra nummer/år). Därtill utger föreningen litteratur bland annat om paranormala fenomen samt ordnar föreläsningsserier. Sedan 1989 utdelar föreningen det så kallade  Humbugspriset till den eller dem som enligt föreningen har spridit pseudovetenskap på olika sätt. En motvikt till detta är Sokratespriset, som föreningen delar ut sedan 1995 för verksamhet som främjar kritiskt vetenskapligt tänkande. Den hade 2005 drygt 1 200 medlemmar. Bland dess frontgestalter märks tidigare fysikern Nils Mustelin. Föreningen är ansluten till Vetenskapliga samfundens delegation.